# Stray Heart
«Stray Heart» (в переводе с англ. — «Бродячее сердце») — песня американской группы Green Day, промосингл (единственный) из их десятого студийного альбома ¡Dos!, второго альбома трилогии ¡Uno! ¡Dos! ¡Tré!.

## О песне
Премьера песни в рамках официального фан-клуба группы, Idiot Club, состоялась 8 октября 2012 года. В этот же день песня дебютировала в эфире BBC Radio 1 на шоу Зейна Лоу.
15 октября песня была выпущена в качестве альбомного промосингла в Великобритании чуть менее чем за месяц до выхода альбома. Тираж промосингла небольшой и по состоянию на декабрь 2012 года составляет всего лишь порядка 500 копий во всём мире.
18 октября в Idiot Club было объявлено, что 19 октября любой желающий может прийти в даунтаун Лос-Анджелеса на съёмки официального видеоклипа.
«Stray Heart» исполнялась участниками Green Day в рамках их сайд-проекта Foxboro Hot Tubs в качестве эксперимента со звучанием песни. Песня сочетает в себе поп-панковое звучание Green Day и звучание гаражного рока, присущее Foxboro Hot Tubs. «Stray Heart» была описана как песня с мотаунским звучанием, отсылающим к классической песне «Town Called Malice» прародителей брит-попа The Jam.

## Музыкальный видеоклип
Видеоклип на «Stray Heart» был снят режиссёром Робертом Шобером (также известным как Roboshobo) и выпущен 7 ноября 2012 года. Клип начинается со сцены, в которой парень (Алекс Нокс) выбирает в музыкальном магазине пластинки, и покупает несколько альбомов Green Day, в их числе ¡Uno!, ¡Dos! и ¡Tré!. Как только он передаёт пластинки своей девушке (Ливен Рамбин), в его груди, на том месте где должно быть сердце, появляется дыра, и девушка захлопывает дверь перед ним. Парень идёт по улице и видит следы крови на асфальте. Обнаружив своё сердце, он гонится за ним по городу до тех пор, пока его девушка не швыряет пластинки ему обратно.